# ژان تسلار
ژان تسلار (اسلوونیایی: Žan Celar؛ زادهٔ ۱۴ مارس ۱۹۹۹) بازیکن فوتبال اهل اسلوونی است.
از باشگاه‌هایی که در آن بازی کرده است می‌توان به باشگاه فوتبال آ.اس. رم اشاره کرد.
وی همچنین در تیم‌های ملی فوتبال زیر ۲۱ سال اسلوونی، و اسلوونی بازی کرده است.